# Verzinken (verspaning)

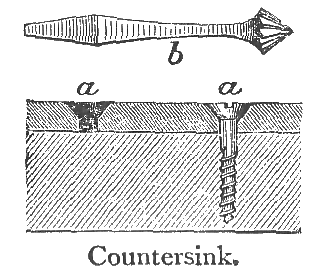
Met gereedschap 'b' wordt gat 'a' verruimd in een V-vorm opdat de kop van de schroef gelijk komt te liggen met het oppervlak. De schroef ligt dan verzonken.

Verzinken is een verspanende mechanische nabewerking van een geboord of geponst gat. 
Men gebruikt er meestal een speciale verzinkboor voor, met een tophoek van 90°. Een gat wordt daarmee aan het begin kegelvormig verbreed. Het doel is het creëren van een uitsparing voor de kop van een verzonken schroef, zodat die in het product valt. Bij het verzinken van de gaten voor klinknagels is het de bedoeling dat de gloeiende nagels gemakkelijker in het gat kunnen worden gestoken. In de praktijk wordt een gat ook vaak iets verzonken om het af te bramen.
Ook in de houtbewerking bestaat verzinken (niet verspanend): een ingeslagen spijker of draadnagel verder in het hout drijven, om nadien de ruimte boven de kop ervan te stoppen met een vulmiddel zoals stopverf en er dan een beschermlaag zoals verf of lak overheen aan te brengen, zodat de spijkerverbinding niet meer zichtbaar en het oppervlak glad is. Dit belet ook dat de spijker snel gaat roesten, omdat hij beschermd is. 
Om een spijker goed te verzinken, wordt een drevel gebruikt. Ook een omgekeerd geplaatste draadnagel kan als drevel worden gebruikt. Daarbij wordt de bovenste draagnagel gelijk gestuikt dus minder scherp, zodat hij minder kans maakt om hout te splijten als hij op zijn beurt wordt ingeslagen. 
Het werkwoord "verzinken" wordt ook gebruikt voor het begrip "het aanbrengen van een zinklaag". Als technische term, zoals in de werktuigbouwkunde, wordt ter onderscheiding daarom voor de verspanende bewerking de term "soevereinen" toegepast. 